# Seznam dílů seriálu The Lodge
Toto je seznam dílů seriálu The Lodge. Britský muzikální televizní seriál The Lodge měl premiéru dne 23. září 2016 na stanici Disney Channel.

## Přehled řad
| Řada | Díly | Premiéra ve VB | Premiéra ve VB     | Premiéra v ČR   | Premiéra v ČR   |
| Řada | Díly | První díl      | Poslední díl       | První díl       | Poslední díl    |
| ---- | ---- | -------------- | ------------------ | --------------- | --------------- |
| 1    | 10   | 23. září 2016  | 25. listopadu 2016 | 20. března 2017 | 31. března 2017 |
| 2    | 15   | 9. června 2017 | 3. listopadu 2017  | nebylo vysíláno | nebylo vysíláno |

## Seznam dílů

### První řada (2016)
| Č. v seriálu | Č. v řadě | Původní název     | Český název        | Režie        | Scénář                           | Datum premiéry     | Datum české premiéry |
| ------------ | --------- | ----------------- | ------------------ | ------------ | -------------------------------- | ------------------ | -------------------- |
| 1            | 1         | The New Girl      | Nová holka         | Matt Bloom   | Lee Walters                      | 23. září 2016      | 20. března 2017      |
| 2            | 2         | Reality Check     | Trocha reality     | Matt Bloom   | Lee Walters                      | 30. září 2016      | 21. března 2017      |
| 3            | 3         | Opportunities     | Příležitosti       | Matt Bloom   | Robert Evans                     | 7. října 2016      | 22. března 2017      |
| 4            | 4         | Double Date       | Dvojité rande      | Matt Bloom   | James Whitehouse a Hannah George | 14. října 2016     | 23. března 2017      |
| 5            | 5         | Winning           | Vítězství          | Matt Bloom   | Bronagh Taggart                  | 21. října 2016     | 24. března 2017      |
| 6            | 6         | Best Kept Secrets | Střežená tajemství | Dez McCarthy | Scott Payne                      | 28. října 2016     | 27. března 2017      |
| 7            | 7         | Cancelled         | Končíme            | Dez McCarthy | Holly Phillips                   | 4. listopadu 2016  | 28. března 2017      |
| 8            | 8         | Wishful Thinking  | Zbožné přání       | Dez McCarthy | Bronagh Taggart                  | 11. listopadu 2016 | 29. března 2017      |
| 9            | 9         | The Truth         | Pravda             | Dez McCarthy | Lee Walters                      | 18. listopadu 2016 | 30. března 2017      |
| 10           | 10        | The Choice        | Výběr              | Dez McCarthy | Lee Walters                      | 25. listopadu 2016 | 31. března 2017      |

### Druhá řada (2017)
| Č. v seriálu | Č. v řadě | Původní název           | Český název | Režie         | Scénář                           | Datum premiéry    | Datum české premiéry |
| ------------ | --------- | ----------------------- | ----------- | ------------- | -------------------------------- | ----------------- | -------------------- |
| 11           | 1         | I Choose You            |             | Dez McCarthy  | Lee Walters                      | 9. června 2017    | nebylo vysíláno      |
| 12           | 2         | Partners                |             | Dez McCarthy  | Bronagh Taggart                  | 16. června 2017   | nebylo vysíláno      |
| 13           | 3         | Help                    |             | Dez McCarthy  | Paul Gerstenberger               | 23. června 2017   | nebylo vysíláno      |
| 14           | 4         | Call Me                 |             | Dez McCarthy  | Zoe Lister                       | 30. června 2017   | nebylo vysíláno      |
| 15           | 5         | Mystery Guest           |             | Julie Edwards | Scott Payne                      | 7. července 2017  | nebylo vysíláno      |
| 16           | 6         | The Last Dance          |             | Julie Edwards | James Whitehouse a Hannah George | 14. července 2017 | nebylo vysíláno      |
| 17           | 7         | I'll Huff and I'll Puff |             | Julie Edwards | Lee Walters                      | 14. července 2017 | nebylo vysíláno      |
| 18           | 8         | No Hard Feelings        |             | Julie Edwards | Bronagh Taggart                  | 8. září 2017      | nebylo vysíláno      |
| 19           | 9         | Under New Management    |             | Julie Edwards | Bronagh Titley                   | 15. září 2017     | nebylo vysíláno      |
| 20           | 10        | Storm                   |             | Julie Edwards | Bronagh Titley                   | 22. září 2017     | nebylo vysíláno      |
| 21           | 11        | Taking Sides            |             | Max Myers     | Paul Gerstenberger               | 29. září 2017     | nebylo vysíláno      |
| 22           | 12        | Hard to Say No          |             | Max Myers     | Scott Payne                      | 6. října 2017     | nebylo vysíláno      |
| 23           | 13        | Distant Relations       |             | Max Myers     | Neil Jones                       | 13. října 2017    | nebylo vysíláno      |
| 24           | 14        | Finish Line             |             | Max Myers     | Kirstie Falkous                  | 27. října 2017    | nebylo vysíláno      |
| 25           | 15        | The North Star          |             | Max Myers     | Lee Walters                      | 3. listopadu 2017 | nebylo vysíláno      |